# Luleå tekniske universitet
Luleå tekniske universitet (forkortelse: LTU; svensk: Luleå tekniska universitet) er et svensk statsuniversitet. Det er Skandinaviens nordligste tekniske universitet. LTU blev oprettet 1. juli 1971, dengang under navnet Högskolenheten i Luleå, senere Högskolan i Luleå, selvom navnet Luleå Tekniske Universitet oftest blev brugt. Universitetet fik bekræftet universitetsstatus fra 1. januar 1997 og ændrede derefter navn til det nuværende.
Universitetets aktiviteter er centreret om det tekniske og naturfaglige område, men har også en omfattende læreruddannelse, sundhedsvidenskabelig uddannelse, økonomiuddannelse og anden samfundsvidenskabelig uddannelse og forskning samt uddannelser inden for musik, dans, teater og medier. Universitetet har cirka 17.000 studerende.
LTU har siden starten ligget på Porsön (sv) i det nordlige Luleå (ca. 4 km fra centrum), men har også drift i de mere centrale dele af Luleå byområde samt i Piteå, Skellefteå og Kiruna. På Campus Skellefteå (sv) deler LTU lokaler med blandt andet Umeå Universitet, og driften i Kiruna (campus for rumforskning) deler lokaler med Institut for astrofysik (sv) (tidligere også Umeå Universitet).

## Historie

### Grundlæggelse
Den daværende universitetsenhed i Luleå blev etableret som det femte tekniske universitet i Sverige den 1. juli 1971. Den 1. april 1971 tiltrådte Rune Andersson sin stilling som chefsekretær i organisationskomiteen, og blev derefter den første medarbejder. Den 1. september samme år startede den første uddannelse, civilingeniøruddannelsen i maskinteknik, og den 9. september kunne de første 50 studerende påbegynde deres studier i D-bygningen. Det var også det år, at Teknologikorpset ved Luleå Tekniske Universitet blev dannet.